# 浅葱裏
浅葱裏（あさぎうら）は、緑がかった薄い藍色（浅葱色）の木綿を使用した着物の裏地のことである。江戸時代に国表から江戸表に参勤した野暮な田舎侍や下級武士を揶揄して浅葱裏と言った。

## 概略
実用性に富むことから、江戸時代に江戸庶民の間で一時流行した浅葱木綿の着物であったが、流行が廃れても田舎侍や生活が困窮していた下級武士などが羽織の裏地に浅葱木綿を使っていた。江戸っ子のいきとは反対で、表地だけ豪華に見えるが実際は粗末な服という意味の隠語である。
無粋野暮の骨頂として遊里のふられ者の標本となった。
洒落本、川柳の好題材となり、洒落本においては、『世説新語茶』（「変語」冒頭。一説に『千草色郡内』にも）に、「丸一の紋所附、浅黄うらの小袖に、木綿七子の帯を〆め、黒毛どろめんに、萌黄甲斐絹の裏をつけた袷羽織、卯紺木綿の襦袢を五分長に出し、羊かん色の袖頭巾に顔をかくし、長い大小をくわんぬきさし、ぢぢゐばしよりに中ぬき草履をはき、扇で拍手をとり」と描かれた。
川柳にも、
まかりこしさんと浅黄へ名を付ける
女には御縁つたなき浅黄裏
などとみえる。